# San Marino na Zimowej Uniwersjadzie 2013
San Marino na Zimowej Uniwersjadzie 2013 reprezentowane było przez 1 sportowca.

## Reprezentanci

### Narciarstwo alpejskie

#### Mężczyźni
- Lorenzo Bizzocchi

| Konkurencja   | Zawodnik          | Zjazd 1. | Zjazd 1. | Zjazd 2. | Zjazd 2. | Suma | Miejsce |
| Konkurencja   | Zawodnik          | Czas     | Miejsce  | Czas     | Miejsce  | Suma | Miejsce |
| ------------- | ----------------- | -------- | -------- | -------- | -------- | ---- | ------- |
| Slalom gigant | Lorenzo Bizzocchi | DNF      | DNF      | —        | —        | DNF  | DNF     |
| Slalom        | Lorenzo Bizzocchi | DNF      | DNF      | —        | —        | DNF  | DNF     |